# Вооружённые силы Фиджи
Вооружённые силы Республики Фиджи (англ. Republic of Fiji Military Forces, RFMF) — военная организация островного государства Фиджи.

## История

### 1874 - 1970

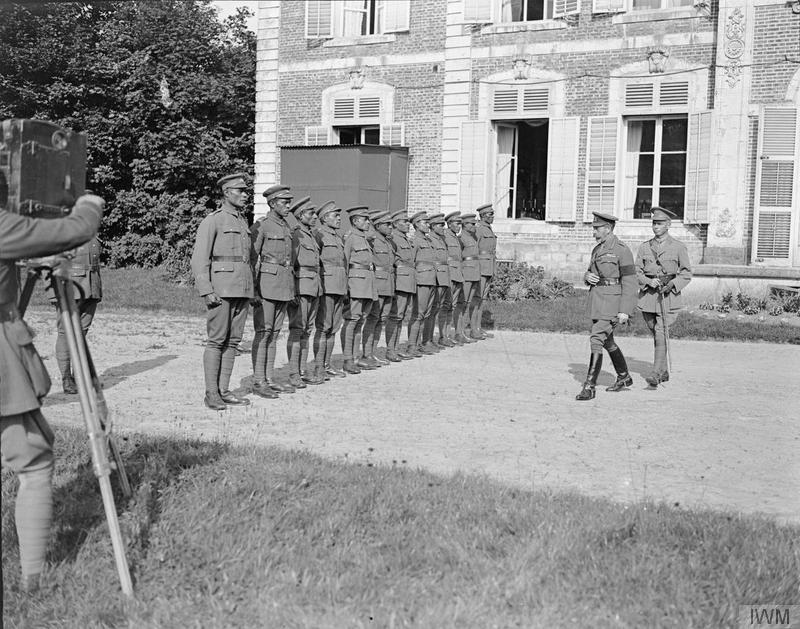
король Георг V посещает место дислокации подразделения "Fiji Labour Corps" в департаменте Па-де-Кале (13 августа 1918)

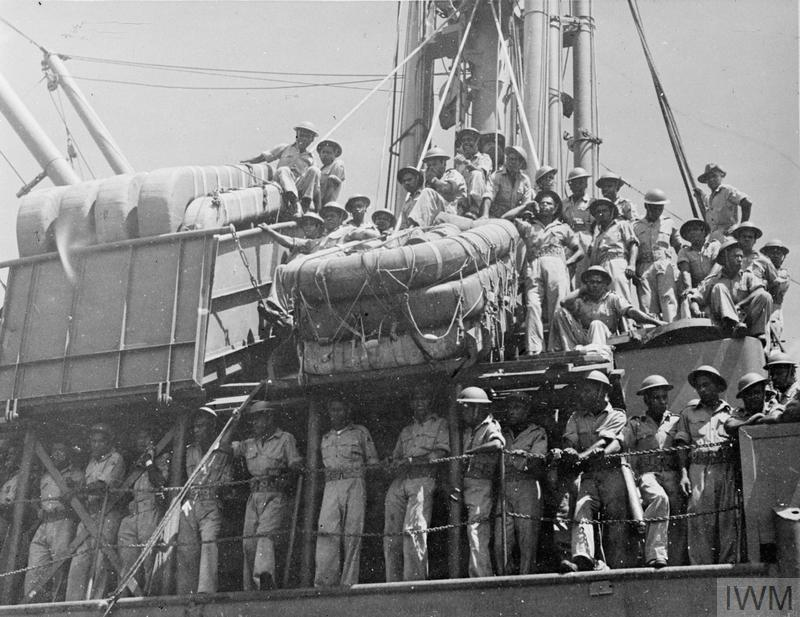
личный состав подразделения "Fiji Labour Corps" возвращается на Фиджи с Соломоновых островов после окончания второй мировой войны в 1945 году

В 1874 году король Такомбау отрёкся в пользу британской королевы Виктории, и королевство Фиджи стало английской колонией под управлением генерал-губернатора. 
После того, как начавшаяся в 1914 году первая мировая война приняла затяжной характер, у военно-политического руководства Британской империи повысилась заинтересованность к привлечению на военную службу населения колоний. В результате, в 1917 году на Фиджи было сформировано вспомогательное подразделение "Fijian Labour Corps" (общей численностью 101 человек), в котором под командованием европейцев служило местное население. Подразделение было отправлено во Францию, выполняло погрузочно-разгрузочные работы в порту Кале и дислоцировалось в департаменте Па-де-Кале. После окончания войны началось сокращение вооружённых сил Британской империи до уровня мирного времени, в 1919 году подразделение было возвращено на Фиджи и расформировано. Кроме того, один из сыновей вождя Фиджи записался добровольцем во французский Иностранный легион (но после ранения в 1915 году вернулся на Фиджи).
В июле 1939 года было принято решение о строительстве на Фиджи аэродрома. 1 сентября 1939 года началась Вторая мировая война, 3 сентября 1939 года правительство Великобритании объявило войну гитлеровской Германии. В дальнейшем, войну странам «оси» объявили доминионы, колонии и владения Британской империи. Архипелаг находился на значительном расстоянии от театра военных действий в Европе, однако связи заморских колоний с метрополией оказались осложнены. После вступления в войну Японской империи обстановка в регионе изменилась, и понёсшие потери войска Великобритании и США перешли к стратегической обороне на Тихоокеанском театре военных действий. В дальнейшем, население Фиджи использовалось для комплектования подразделений вооружённых сил Британской империи (1 октября 1942 года было объявлено о восстановлении ранее расформированного 1-го строительного батальона "Fijian Labour Corps") и привлекалось к участию в боевых действиях на Тихом океане.

### После 10 октября 1970

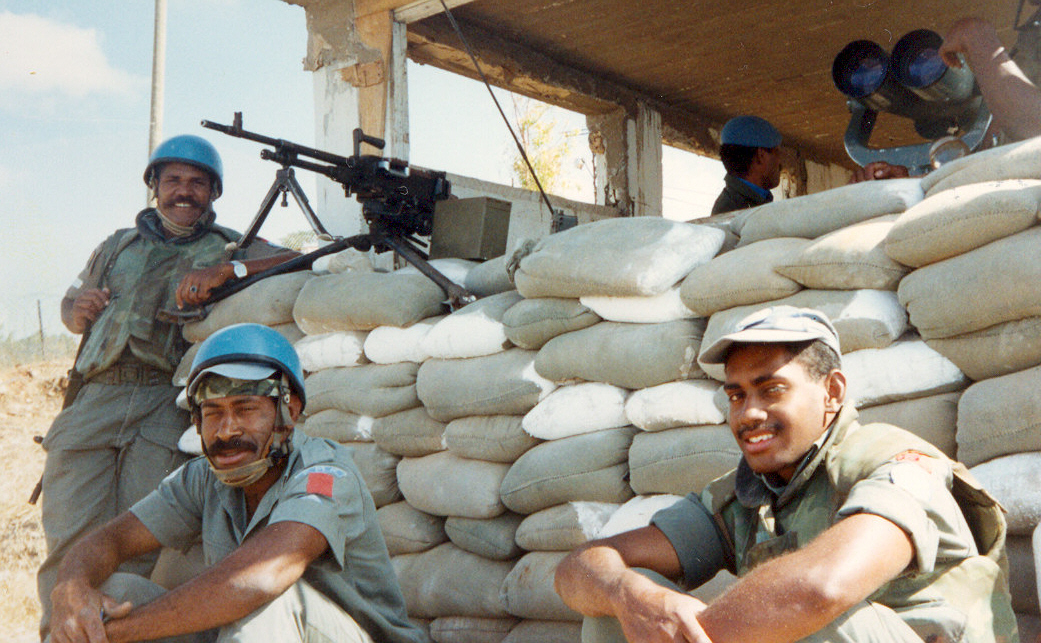
солдаты миротворческих сил ООН из Фиджи в Ливане (1989)

10 октября 1970 года Фиджи была предоставлена независимость в составе Британского Содружества наций.
На вооружении армейских подразделений осталось стрелковое оружие английского производства. После ратификации правительством Конвенции ООН по морскому праву в 1975 году были созданы военно-морские силы Фиджи. В конце 1970х годов вооружённые силы страны состояли из нескольких небольших по численности армейских пехотных подразделений и ВМС, строительных отрядов и мелких территориальных формирований.
В 1987 году вооружённые силы Фиджи совершили два военных переворота. После выборов в парламент в апреле 1987 года к власти пришла оппозиционная коалиция, которую возглавлял Т. Бавадра. Программа нового правительства предусматривала проведение политики нейтралитета (официальное присоединение к движению неприсоединения и законодательный запрет на прибытие в порты страны иностранных кораблей с ядерным оружием на борту). 14 мая 1987 года военные (лидером которых являлся подполковник С. Рабука) совершили военный переворот. После вынесения верховным судом Фиджи постановления о том, что военный переворот в мае 1987 года был незаконным, 25 сентября 1987 года произошёл второй военный переворот, в октябре 1987 года С. Рабука объявил о выходе Фиджи из возглавляемого Великобританией Содружества наций (заявление Фиджи было официально принято на конференции Содружества в Ванкувере и после отмены конституции 1970 года Фиджи вышла из Содружества 7 октября 1987 года). В ответ, Великобритания, Австралия и Новая Зеландия объявили о непризнании военного правительства, прекратили сотрудничество с Фиджи и ввели против Фиджи экономические санкции. С 25 сентября 1987 года до отмены комендантского часа 13 ноября 1987 войска выполняли полицейские функции.
20 октября 1987 года Новая Зеландия объявила о введении санкций против Фиджи (включавших в себя полное прекращение военной помощи Фиджи).
19 мая 2000 года вооружённые сторонники Джорджа Спейта захватили парламент и совершили государственный переворот. Военнослужащие оказали сопротивление заговорщикам. В ходе этих событий в городе Сува погибли два человека (один из которых являлся полицейским), а в стране на два дня было введено чрезвычайное положение. В ноябре 2000 года сторонники Дж. Спейта предприняли ещё одну попытку вооружённого захвата власти - при этом к группе заговорщиков примкнули около двадцати солдат, дезертировавших из расположения части. Было вновь объявлено чрезвычайное положение, армейские подразделения подавили мятеж (в ходе перестрелки в столице погибли восемь человек, пять из которых являлись мятежниками), а солдаты-дезертиры были объявлены в розыск. После этого, в конце 2000 года армейское подразделение специального назначения «Зулу» было расформировано.
21 октября 2004 года правительство Фиджи объявило о согласии отправить военный контингент в Ирак (130 военнослужащих). Основными задачами этого подразделения являлись охрана представительства ООН в "зелёной зоне" Багдада и обеспечение безопасности сотрудников ООН.
4 августа 2005 года лидер оппозиции Махендра Чаудри призвал увеличить число военнослужащих фиджи-индийцев (которые в это время составляли менее одного процента военнослужащих). Он также выступил против планов правительства по сокращению штатной численности вооружённых сил. Военный представитель, подполковник Ориси Рабукава, ответил на следующий день, сообщив, что многие фиджи-индийцы неохотно берут на себя обязательство по военной карьере из-за медленного продвижения по службе.
26 августа 2005 года правительство объявило о планах найти способ сокращения численности военных. По решению министерства внутренних дел, военные инженеры должны быть переведены в министерство регионального развития, а сокращение числа военнослужащих будет совпадать с увеличением численности полицейских сил.
5 декабря 2006 года фиджийская армия совершила третий государственный переворот, после которого Великобритания, страны возглавляемого Великобританией Содружества наций, США и Франция временно приостановили оказание военной помощи Фиджи. А в 2009 году по инициативе Австралии военнослужащие Фиджи были временно исключены из участия в новых миротворческих операциях ООН.
В августе 2009 года, когда Мбаинимарама всё ещё контролировал правительство в качестве премьер-министра и конституция была отменена, рату Епели Наилатикау, бывший военный командир, был назначен исполняющим обязанности президента.
В 2012 году было принято решение о перевооружении войск новым стрелковым оружием, в 2012-2014 гг. были куплены 50 пистолетов DP51, 1387 шт. автоматов Daewoo K2, 32 пулемёта Daewoo K3, два 12,7-мм пулемёта К6 и четыре снайперские винтовки.
28 августа 2014 года боевики из группировки "Джебхат ан-Нусра" захватили в плен подразделение из 43 миротворцев Фиджи, которые несли службу на Голанских высотах. Происшествие вызвало международный резонанс. Правительство Фиджи официально заявило, что участие в миротворческих операциях не будет прекращено. СБ ООН потребовал их освобождения и 11 сентября 2014 года они были освобождены без оружия и военного снаряжения на сирийской стороне пограничного перехода в городе Кунейтра (11 октября 2019 года было объявлено, что миротворцы из Фиджи вернутся на Ближний Восток).
По состоянию на начало 2015 года, общая численность вооружённых сил Фиджи составляла 3,5 тыс. человек.
- сухопутные войска (три пехотных батальона, один инженерный батальон, один транспортный батальон, одна артиллерийская батарея и одна рота специального назначения) насчитывали 3,2 тыс. человек и 12 шт. 81-мм миномётов[8].
- военно-морские силы насчитывали 300 человек, пять больших патрульных катеров и два малых патрульных катера[8].

В феврале 2015 года в России была куплена партия оружия (5,56-мм автоматы АК-101, 5,56-мм ручные пулемёты РПК-201, пулемёты ПКМ, реактивные огнемёты РПО-А «Шмель», гранатомёты РПГ-7В с выстрелами к ним и два грузовика "Урал-4320"). В феврале 2016 года АК-101 был вооружён 2-й батальон пехотного полка Фиджи (принимающий участие в заграничных операциях).
В 2017 году из Австралии было получено десять бронемашин Bushmaster (семь из которых передали на вооружение подразделения Фиджи в составе миротворческого контингента UNIFIL в Ливане)
По состоянию на начало 2022 года, общая численность вооружённых сил Фиджи составляла 4,04 тыс. человек (резервы - 6 тыс. человек), комплектование личным составом осуществлялось на добровольной основе.
- сухопутные войска (три пехотных батальона, один инженерный батальон, один транспортный батальон, одна артиллерийская батарея и три резервных пехотных батальона) насчитывали 3,7 тыс. человек, 10 бронемашин Bushmaster и 12 шт. 81-мм миномётов L16[2].
- военно-морские силы насчитывали 340 человек, один патрульный катер типа "Guardian", три других патрульных катера и гидрографическое судно[2].

В феврале 2023 года инженерный полк Фиджи получил по программе военной помощи от Австралии два 5-тонных самосвала, экскаватор и два бульдозера. 
В январе 2025 года вооружённые силы Фиджи получили от США по программе военной помощи два автомобиля (пикап "Toyota Hilux" и джип) и комплект оборудования для разминирования взрывоопасных предметов - которые передали в инженерный полк.
Личный состав вооружённых сил Фиджи с июня 1978 года принимает участие в миротворческих операциях ООН. За границей страны находятся два батальона пехотного полка Фиджи: 1-й батальон участвовал в операциях ООН в Ливане, Ираке, Сирии и Восточном Тиморе, а 2-й батальон размещён на Синае. Потери Фиджи во всех 17 операциях ООН с участием страны составили 73 человека погибшими. Выплаты ООН за участие в миротворческой деятельности являются важным источником доходов бюджета.

## Структура

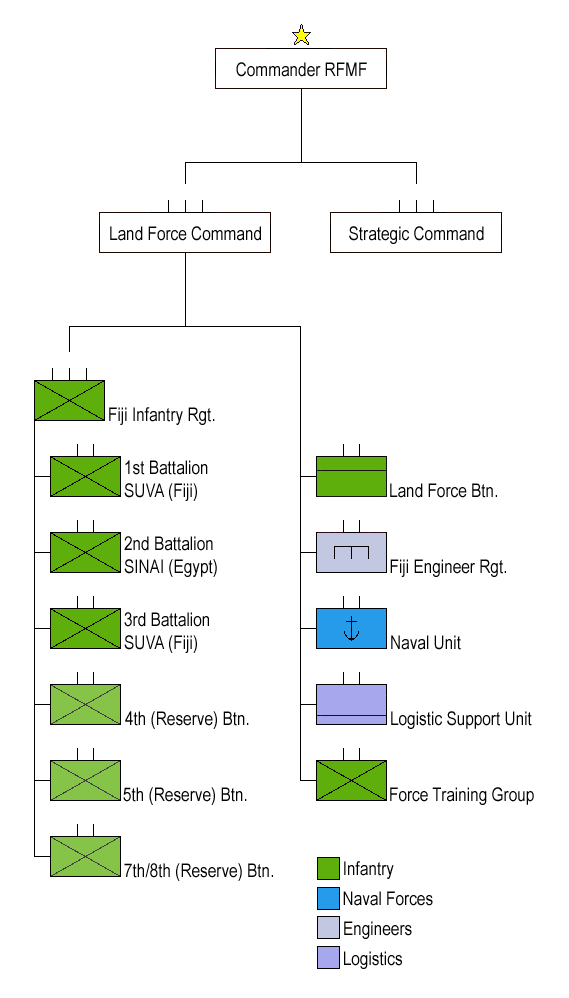
Структура вооружённых сил Фиджи

- Главнокомандующий (англ. Commander-in-Chief) — Президент Республики Фиджи[b].
- Командующий Вооружёнными силами Республики Фиджи (RFMF) (англ. Commander RFMF) имеет двухзвездный ранг. Ему помогают заместитель командующего и начальник штаба, которые отвечают за стратегическое командование и сухопутные войска. Действующий командующий — контр-адмирал Вилиам Наупото, был назначен после отставки бригадира Мозиса Тикоитоги 2 августа 2015 года. После тридцати девяти лет безупречной военной службы[31] Тикоитога достиг успеха в качестве командира при нынешнем главе правительства, Фрэнке Мбаинимараме.
  - Стратегическое командование (англ. Strategic Command) отвечает за все долгосрочные и стратегические задачи RFMF, включая благосостояние, правовые вопросы, проблемы стабильности и т. д.
  - Командование сухопутных войск (англ. Land Force Command) является оперативной организацией RFMF и отвечает за все основные подразделения:
    - Штаб командования сухопутными войсками
    - Военно-морское подразделение
    - Пехотный полк[англ.]
      - Регулярная армия
        - 1-й батальон
        - 2-й батальон
        - 3-й батальон

      - Территориальные силы
        - 4-й батальон
        - 5-й батальон
        - 7-й/8-й батальон

    - Инженерный полк
    - Полк обеспечения
    - Полк подготовки сил
    - Президентская дворцовая гвардия и оркестр

## Военно-воздушные силы
Воздушное крыло RFMF было основано в 1987 году на базе в аэропорту Насуори. Воздушное крыло было сформировано после переворота в мае 1987 года, когда Франция предоставила два вертолёта в качестве военной помощи. Воздушное крыло было расформировано после того, как оба вертолёта потерпели крушение, а также в связи с последующим выявлением огромных долгов, понесённых в результате их использования.
Двумя вертолётами были:
- Eurocopter AS 365N2 Dauphin 2 — в эксплуатации с 1989 по 1994 год.
- Aerospatiale AS 355F-2 Twin Squirrel[англ.] — в эксплуатации с 1991 по 1997 год.

Первый вертолёт разбился у берегов главного острова в июле 1994 года, меньший вертолёт, AS-355F-2, эксплуатировался до середины 1997 года, в 1999 году был продан во Францию.
Воздушное крыло не имело собственной эмблемы, и его единственной маркировкой был национальный флаг.

## Звания и знаки отличия
Система званий основана на аналогичной системе Вооружённых сил Великобритании.
Генеральские и офицерские звания в армии и ВМС Фиджи:
- Генерал-майор (англ. Major General) / Контр-адмирал (англ. Rear admiral)
- Бригадный генерал (англ. Brigadier General) / Коммодор (англ. Commodore)
- Полковник (англ. Colonel) / Капитан (англ. Captain)
- Подполковник (англ. Lieutenant Colonel) / Коммандер (англ. Commander)
- Майор (англ. Major) / Коммандер-лейтенант (англ. Lieutenant Commander)
- Капитан (англ. Captain) / Лейтенант (англ. Lieutenant)
- Лейтенант (англ. Lieutenant) / Суб-лейтенант (англ. Sub-Lieutenant)
- Второй лейтенант (англ. Second Lieutenant) / Энсин (англ. Ensign)
- Кадет (англ. Officer cadet) / Мичман (англ. Midshipman)

Звания сержантского и рядового состава в армии и ВМС Фиджи:
- Уорент-офицер 1 класса / Уоррент-офицер 1 класса
- Уоррент-офицер 2 класса / Уоррент-офицер 2 класса
- Штаб-сержант  (англ. Staff sergeant) / Чиф-петти-офицер
- Сержант (англ. Sergeant) / Петти-офицер
- Капрал (англ. Corporal) / Старший матрос (англ. Leading seaman)
- Младший капрал (англ. Lance Corporal) / нет аналога в иерархии званий ВМС
- Рядовой (англ. Private) / Матрос (англ. Ordinary seaman)

## Командующие
| № | Звание и имя                  | Период     | Примечания                                    |
| - | ----------------------------- | ---------- | --------------------------------------------- |
| 1 | бригадир Д. Эйткен            | 1971-1974  |                                               |
| 2 | полковник Пол Мануэли         | 1974-1979  |                                               |
| 3 | полковник Ян Торп             | 1979-1982  |                                               |
| 4 | полковник Епели Наилатикау    | 1982-1987  | позже был президентом Фиджи (2009—2015)       |
| 5 | генерал-майор Ситивени Рабука | 1987-1992  | позже был премьер-министром Фиджи (1992—1999) |
| 6 | бригадир Епели Нганилау       | 1992-1999  |                                               |
| 7 | коммодор Фрэнк Мбаинимарама   | 1999-2014  | с 2007 года является премьер-министром Фиджи  |
| 8 | бригадир Мозис Тикоитога      | 2014-2015  |                                               |
| 9 | контр-адмирал Вилиам Наупото  | 2015-н. в. |                                               |

## Комментарии
1. ↑  В частности, по состоянию на октябрь 2007 года, штатная численность военнослужащих Вооружённых сил составляла 3527 человек, из которых лишь 15 были фиджи-индийцами[16].
2. ↑  Президент является главнокомандующим Вооружённых сил по должности.